# Affile, Lazio
Affile är en stad och kommun i storstadsregionen Rom, innan 2015 provinsen Rom, i den italienska regionen Lazio. Staden har anor från antiken. Bland sevärdheterna återfinns kyrkorna Santa Maria, Santa Felicita och San Pietro samt Cappella della Madonna del Giglio.

## Bilder
| - Kyrkan San Pietro. |